# Єлажичі
Ялажычы (біл. вёска Ялажычы) — село в складі Вілейського району Мінської області, Білорусь. Село підпорядковане Нарочанській сільській раді, розташоване в північній частині області.